# Eurosur
Eurosur is een grensbewakingssysteem van de Europese Unie. 
Het systeem is bedoeld om zware criminaliteit, zoals drugs- en mensenhandel, te voorkomen en te bestrijden en om slachtoffers onder migranten op zee te verminderen.   De met grensbewaking verantwoordelijke autoriteiten zoals grenswachten, kustwachten, politie, douane en marine kunnen hierdoor operationele informatie met elkaar uitwisselen en met de buurlanden beter samenwerken. 
Eurosur bestaat uit onder andere drones, high-resolution-camera's, satellieten en spionagevliegtuigen om migrantenboten op zee te spotten.
Het systeem werd in 2013 operationeel en kostte rond de 340 miljoen euro.
Het is onderdeel van het EU-agentschap Frontex.